# Guilhem Guirado
Pour les articles homonymes, voir Guirado.

a Compétitions nationales et continentales officielles uniquement.

b Matchs officiels uniquement.
Dernière mise à jour le 15 juillet 2022.
Guilhem Guirado, né le 17 juin 1986 à Céret (Pyrénées-Orientales), est un ancien joueur international français de rugby à XV ayant évolué au poste de talonneur.
Guirado commence sa carrière à l'USA Perpignan où il remporte pour la première fois le championnat de France en 2009. Il joue ensuite cinq ans sous le maillot du RC Toulon où il remporte la Coupe d'Europe en 2015. Il termine sa carrière au sein de l'effectif du Montpellier HR avec qui il joue pendant trois saisons et gagne le Challenge européen en 2021 puis le championnat de France en 2022. Il porte le maillot de l'équipe de France à 74 reprises, occupant le rôle de capitaine de 2016 à 2019. 

## Biographie
Titulaire d'un baccalauréat scientifique, il poursuit ses études à l'université de Perpignan. Il obtient un DUT en gestion logistique et transport.
Guilhem Guirado intègre l'équipe première de l'USA Perpignan en 2006. Durant sa première saison, en 2006-2007, il joue 13 matchs de Top 14 et 4 matchs de H Cup en tant que remplaçant pour seulement 3 titularisations en championnat. Il doit en effet partager le poste avec les expérimentés Michel Konieck et Marius Tincu. Au fil des saisons, il prend sa place au sein de l'effectif du club. En 2009, il est le remplaçant de Marius Tincu lors de la finale victorieuse de championnat. L'année suivante, il est titulaire lors de la finale perdue contre l'ASM Clermont Auvergne.

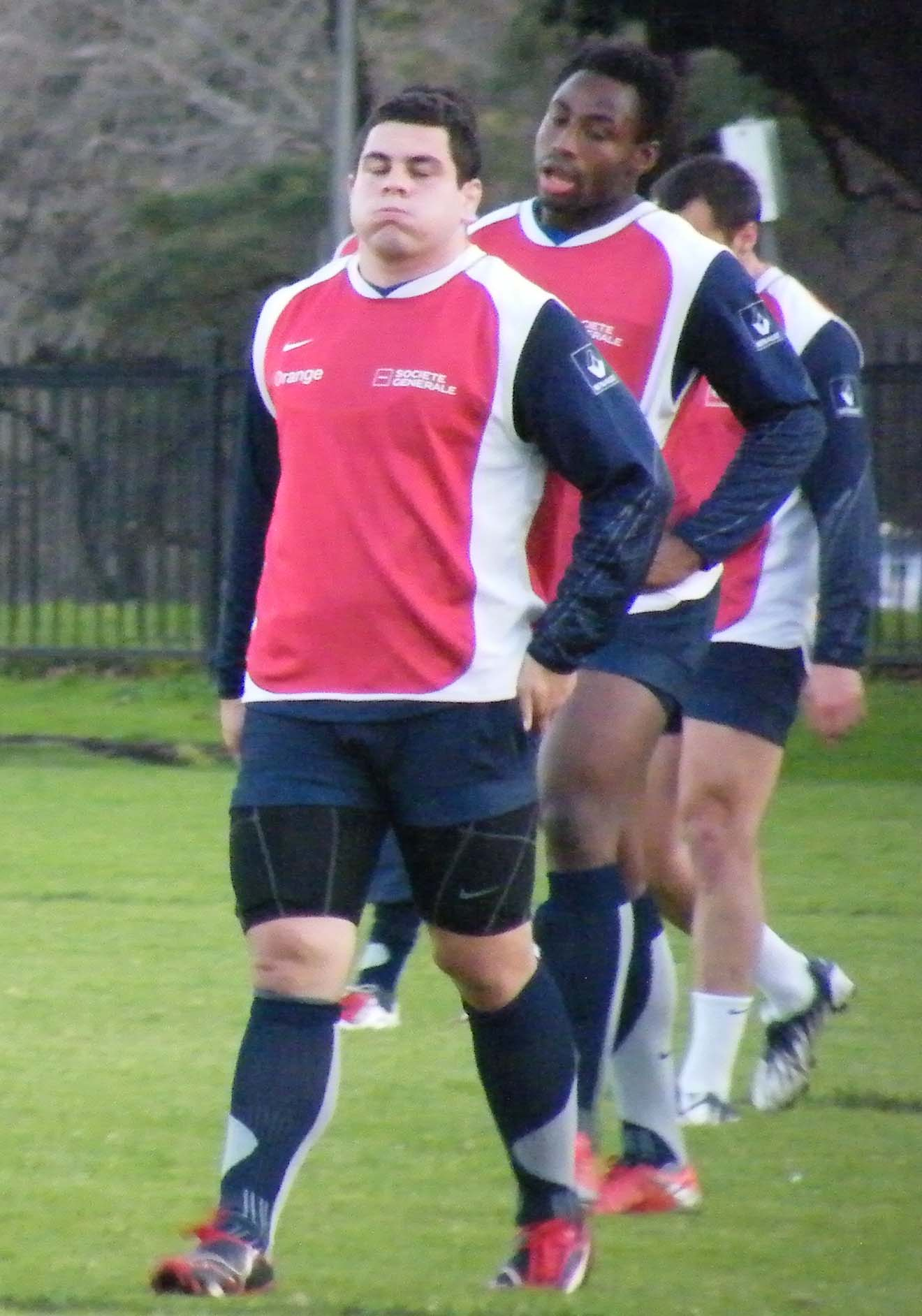
Guilhem Guirado lors d'une séance d'entraînement avec le XV de France, en 6 2009.

Il dispute son premier match en équipe de France le 9 mars 2008 contre l'équipe d'Italie, à la suite de la prise de fonction du trio d'entraîneurs Lièvremont-Ntamack-Retière.
Il est vice-champion du monde en 2011.
Il rejoint le RC Toulon à partir de la saison 2014-2015. Lors de sa première saison, il remporte la Champions Cup qui est le troisième sacre consécutif pour le club dans cette compétition.
Retenu dans la liste des 31 joueurs qui préparent la Coupe du monde 2015, il inscrit un essai lors du troisième match face au Canada.    
Il est nommé capitaine de l'équipe de France par le nouveau sélectionneur Guy Novès, le 4 janvier 2016. Durant le Tournoi des Six Nations, il s'illustre en marquant deux essais face au pays de Galles puis face à l'Ecosse. 
En 2018, Jacques Brunel, manager de Guilhem Guirado de 2007 à 2011 à l'USA Perpignan, le confirme à ce poste lors de son arrivée à la tête  du XV de France. 
En 2018, lors du match contre l'Irlande du Tournoi des Six Nations, il effectue le plus grand nombre de plaquages en un match de l'histoire du tournoi (31 plaquages en tout).
De 2019 à 2024, il est membre du comité directeur de Provale, le syndicat national des joueurs de rugby professionnels.
En 2019, Guilhem Guirado quitte le RC Toulon pour rejoindre le Montpellier Hérault rugby. Il signe un contrat de 3 ans, de 2019 à 2022. En novembre, lors de son premier match sous ses nouvelles couleurs, contre Toulon, son club précédent, il se blesse gravement après l'heure de jeu. Il souffre d'une rupture du biceps qui nécessite une opération et qui l'éloigne des terrains pendant environ cinq mois.
Durant la saison 2021-2022, son club, le MHR, termine à la deuxième place de la phase régulière et se qualifie donc pour les phases finales. Lors de la demi-finale, il est le talonneur titulaire et le MHR bat l'Union Bordeaux Bègles, se qualifiant ainsi pour la finale. Le 24 juin 2022, il est de nouveau titulaire lors de la finale du Top 14 et affronte victorieusement le Castres olympique (victoire 29 à 10). Il remporte ainsi son deuxième titre avec le club héraultais, après le Challenge européen en 2021. Il s'agit également du deuxième bouclier de Brennus remporté dans sa carrière, après celui de 2009 avec l'USAP.  Cette saison 2021-2022, il a joué 19 matches toutes compétitions confondues et marque deux essais. Il est ensuite nommé dans l'équipe type de Top 14 de la saison. 
Après son titre de champion de France 2022, il met un terme à sa carrière professionnelle, après seize ans d'activité, plus de 300 matchs en club et 74 sélections en équipe de France, dont de nombreuses en tant que capitaine,. Un jubilé en son honneur est organisé au stade Fondecave du Céret sportif de Céret le 27 août 2022 auquel participent nombre de ses anciens coéquipiers.
Lors de l'élection partielle de mai 2023 pour renouveler 12 membres du comité directeur de la Fédération française de rugby, il intègre ce comité directeur en qualité de sportif de haut-niveau. Il est le seul candidat élu de la liste qui soutient l'équipe en place. En 2024, il est de nouveau candidat pour intégrer le comité directeur de la FFR sur la liste menée par Didier Codorniou. La liste 100% rugby s'incline avec 32,78 %. D'abord annoncé comme élu au sein du comité d'orientation politique, nouvel organe de direction de la FFR, Guilhem Guirado perd finalement sa place en faveur de Bernard Bourtoule après un recours devant le CNOSF pour mettre en évidence une erreur de calcul de l'instance responsable de superviser les opérations électorales,.

## Palmarès

### En club
- USA Perpignan
  - Vainqueur du championnat de France en 2009
  - Finaliste du championnat de France en 2010

- RC Toulon
  - Vainqueur de la Coupe d'Europe en 2015
  - Finaliste du championnat de France en 2016 et 2017

- Montpellier HR
  - Vainqueur du Challenge européen en 2021
  - Vainqueur du Championnat de France en 2022

### En sélection nationale

#### Tournoi des Six Nations
| Édition          | Rang | Résultats France | Résultats Guirado | Matchs Guirado |
| ---------------- | ---- | ---------------- | ----------------- | -------------- |
| Six Nations 2008 | 3    | 3 v, 0 n, 2 d    | 1 v, 0 n, 0 d     | 1/5            |
| Six Nations 2011 | 2    | 3 v, 0 n, 2 d    | 2 v, 0 n, 2 d     | 4/5            |
| Six Nations 2013 | 6    | 1 v, 1 n, 3 d    | 1 v, 1 n, 0 d     | 2/5            |
| Six Nations 2014 | 4    | 3 v, 0 n, 2 d    | 1 v, 0 n, 1 d     | 2/5            |
| Six Nations 2015 | 4    | 2 v, 0 n, 3 d    | 2 v, 0 n, 3 d     | 5/5            |
| Six Nations 2016 | 5    | 2 v, 0 n, 3 d    | 2 v, 0 n, 3 d     | 5/5            |
| Six Nations 2017 | 3    | 3 v, 0 n, 2 d    | 3 v, 0 n, 2 d     | 5/5            |
| Six Nations 2018 | 4    | 2 v, 0 n, 3 d    | 2 v, 0 n, 2 d     | 4/5            |
| Six Nations 2019 | 4    | 2 v, 0 n, 3 d    | 2 v, 0 n, 3 d     | 5/5            |

Légende : v = victoire ; n = match nul ; d = défaite ;

#### Coupe du monde
En équipe de France des moins de 21 ans, il est sacré champion du monde en 2006.
| Édition               | Rang               | Résultats France | Résultats Guilhem Guirado | Matchs Guilhem Guirado |
| Nouvelle-Zélande 2011 | Finaliste          | 4 v, 0 n, 3 d    | 1 v, 0 n, 0 d             | 1/7                    |
| Angleterre 2015       | Quart de finaliste | 3 v, 0 n, 2 d    | 2 v, 0 n, 2 d             | 4/5                    |
| Japon 2019            | Quart de finaliste | 3 v, 0 n, 1 d    | 3 v, 0 n, 1 d             | 4/4                    |

Légende : v = victoire ; n = match nul ; d = défaite.

### Distinctions personnelles
- Oscars du Midi olympique :  Oscar d'Or 2015,  Oscar d'Argent 2016[22],  Oscar de Bronze 2017[23].
- Nuit du rugby 2016 : meilleur international au cours de la saison 2015-2016.
- Meilleur talonneur du tournoi des 6 nations 2016 selon le Rugbynistere[24] et le Figaro[25].
- Nommé pour le titre de meilleur joueur européen 2016[26], il est d'ailleurs l'unique joueur de première ligne.
- Membre de l'équipe type du Championnat de France en 2022

## Statistiques en équipe nationale
Avant ses sélections avec l'équipe de France, il porte le maillot de différentes sélections de jeunes. Il est ainsi international en moins de 19 ans, disputant six matchs en 2004-2005 dont cinq lors du championnat du monde 2005 en Afrique du Sud (Australie, Géorgie, Afrique du Sud, Roumanie, pays de Galles) où il inscrit deux essais[réf. nécessaire]. Avec les moins de 21 ans, il obtient huit sélections lors de la saison 2005-2006, obtenant le titre de champion du monde lors du champion du monde en France où il joue cinq rencontres (Irlande, pays de Galles, Afrique du Sud deux fois, Australie).
Guilhem Guirado compte 74 capes avec l'équipe de France. Il inscrit huit essais. Il obtient sa première sélection le 9 mars 2008 contre l'équipe d'Italie. Il est capitaine de l'équipe de France à 32 reprises du 6 février 2016, lors d'un match dans le Tournoi des Six Nations contre l'Italie, au 20 octobre 2019, quart-de-finale de la Coupe du monde 2019.
Guilhem Guirado dispute huit éditions du Tournoi des Six Nations, en 2008, 2011, 2013, 2014, 2015, 2016, 2017, 2018 et 2019.
Il participe à trois éditions de la Coupe du monde, en 2011 où il joue contre le Canada ; lors de l'édition 2015, participant à quatre rencontres face à l'Italie, le Canada, l'Irlande et la Nouvelle-Zélande ; lors de l'édition 2019, participant à trois rencontres, face à l'Argentine, les États-Unis, les Tonga et le pays de Galles.
Il est le codétenteur, avec Luke Charteris, du plus grand nombre de plaquages – 31 en tout contre l'Irlande en 2018 – dans un match du Tournoi des Six Nations.
| Essai | Adversaire     | Lieu                      | Stade               | Compétition    | Date             | Résultat |
| ----- | -------------- | ------------------------- | ------------------- | -------------- | ---------------- | -------- |
| 1     | Australie      | Sydney, Australie         | Allianz Stadium     | Test match     | 21 juin 2014     | Défaite  |
| 2     | Canada         | Milton Keynes, Angleterre | Stadium mk          | Coupe du monde | 1er octobre 2015 | Victoire |
| 3     | Pays de Galles | Cardiff, pays de Galles   | Millennium Stadium  | Six Nations    | 26 février 2016  | Défaite  |
| 4     | Écosse         | Édimbourg, Écosse         | Murrayfield         | Six Nations    | 13 mars 2016     | Défaite  |
| 5     | Afrique du Sud | Saint-Denis, France       | Stade de France     | Test match     | 10 novembre 2018 | Défaite  |
| 6     | Argentine      | Lille, France             | Stade Pierre Mauroy | Test match     | 17 novembre 2018 | Victoire |
| 7     | Fidji          | Saint-Denis, France       | Stade de France     | Test match     | 24 novembre 2018 | Défaite  |
| 8     | Fidji          | Saint-Denis, France       | Stade de France     | Test match     | 24 novembre 2018 | Défaite  |

## Autres activités
Guilhem Guirado fait une apparition dans le film Pour l'honneur de Philippe Guillard, aux côtés de Vincent Clerc, Louis Picamoles et Dimitri Yachvili.